# Monument aan De Haspel
Het monument aan De Haspel is een gedenkteken in de buurtschap De Haspel onder Zevenhuizen, in de Nederlandse gemeente Westerkwartier.

## Achtergrond
In de avond van 23 oktober 1944 kwam een aantal verzetsmensen samen in de boerderij van Alje Vos in Een-West. Ze werden daar, mogelijk bij toeval, ontdekt door de Landwacht. Bij een schietpartij die volgde wist Ipe Mulder te vluchten en sneuvelde een van de landwachters. De overige landwachters arresteerden het hele gezelschap en voerde het mee naar Zevenhuizen. Mulder volgde de groep en nam de landwachters onder schot. Er ontstond opnieuw een vuurgevecht, waarbij drie mensen wisten te ontsnappen. De landwachters vorderden een boerderij aan De Haspel, waar ze de mensen gevangen hielden, en waarschuwden de Sicherheitsdienst in Groningen. De SD nam daarop de vier overgebleven mannen in hun overvalwagens mee: Leo van Dongen, Dirk de Jong, Jantinus Bosker en de 16-jarige Ritze, zoon van Alje Vos. Zij werden vlak bij de brug weer uit de auto gezet, waarbij Bosker wist te vluchten. Van Dongen, De Jong en Vos werden ter plekke gefusilleerd. Hun lichamen bleven ter afschrikking de rest van de dag liggen.
De mannen werden begraven op de Algemene begraafplaats aan de Kerkhoflaan in Zevenhuizen, waar in 1948 het gedenkteken voor alle gevallen slachtoffers in bezettingstijd werd opgericht. De gedenkzuil op de fusilladeplaats aan De Haspel werd gemaakt door beeldhouwer Wladimir de Vries en in 1949 onthuld.

## Beschrijving
Het gedenkteken is een gebeeldhouwde zuil van witte natuursteen. Op de zuil zijn de namen van de drie slachtoffers aangebracht en de datum 24 oktober 1944.

## Slachtoffers
- Ritze Vos (Leek, 13 december 1927 - Zevenhuizen, 24 oktober 1944)
- Dirk de Jong (Sint Jacobiparochie, 5 maart 1923 - Zevenhuizen, 24 oktober 1944)
- Leonardus G.J. van Dongen (Amsterdam, 4 februari 1911 - Zevenhuizen, 24 oktober 1944)